# Nicolò Pacassi

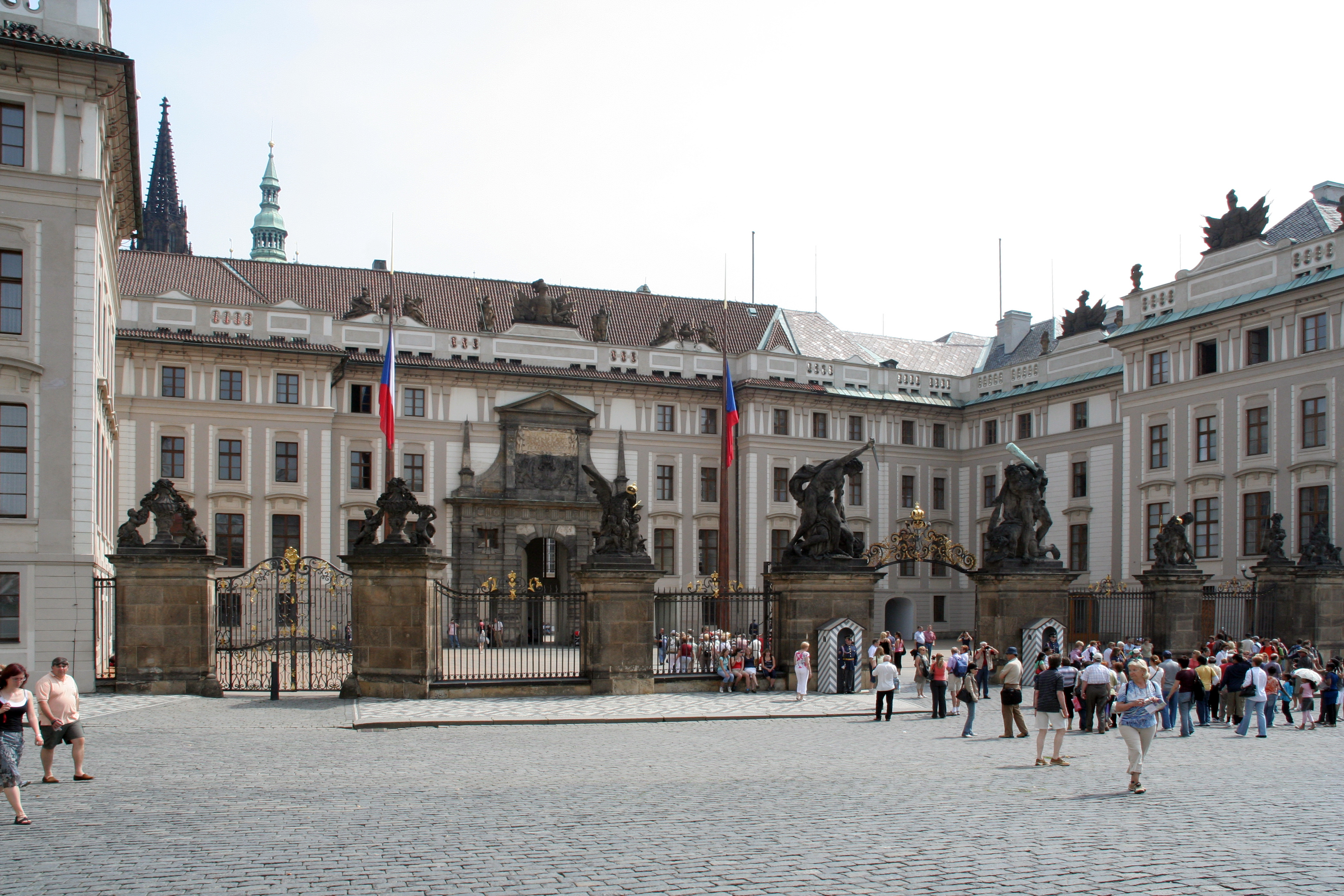
Entrée monumentale du château de Prague, Pacassi intègre un arc de triomphe maniériste aux austères façades baroques.

Nicolò Pacassi (né le 5 mars 1716, à Wiener Neustadt, en Basse-Autriche - mort le 11 novembre 1790, à Vienne (Autriche)) est un architecte autrichien du XVIIIe siècle d'origine italienne.

## Biographie
Nicolò Pacassi (Nicolas Picassier en français), fut nommé architecte de la cour en 1753 par l'impératrice Marie-Thérèse.
Il entreprend, en 1743, l’extension du Schloss Hetzendorf puis celle du château de Schönbrunn. Entre 1749 et 1758, il suit les aménagements du château royal de Buda à Budapest.
Entre 1753 et 1754, il est actif dans la reconstruction et l’agrandissement de la salle espagnole du château de Prague. De 1753 à 1775, il supervise les aménagements du palais royal et du bâtiment dit « municipal » au château de Prague. En 1770, il ajoute un toit à bulbe, typique de l’architecture religieuse baroque, à la tour de la cathédrale Saint-Guy de Prague.
De 1755 à 1763, il supervise la construction de la Gardekirche de Vienne. En 1766, il suit dans cette même ville l’extension du Ballhausplatz. On lui doit également le palazzo Attems Petzenstein à Gorizia.

## Hommage
- (22383) Nikolauspacassi, astéroïde nommé en son nom.